# Поселення Панське
45°33′10″ пн. ш. 32°48′48″ сх. д. / 45.55275° пн. ш. 32.81325556° сх. д.
Поселення Панське — це агломерація античних грецьких садиб, що складається з декількох великих розташованих по сусідству комплексів. Поселення Панське I — єдине з них, детально вивчене археологами (дослідження проводилися Тарханкутської експедицією ЛОІА АН СРСР / РАН ІІМК в період 1969—1994 років.). Садиба розташована приблизно за 5 км на південний захід від села Міжводне (Чорноморський район, Автономна Республіка Крим, Україна) на березі солоного озера лиманного типу Панське. В античні часи поселення Панське входило до Херсонеської держави. Поселення дає уявлення про сільськогосподарську та ремісничу діяльність часів розквіту Херсонесу Таврійського.

## Характеристика
Садиба датується IV—III століттям до н. е. Вона займала площу 4 гектари, мала регулярне планування і складалася з великих будівель. Окремі садиби були згруповані в доволі велике селище. Як вважають археологи, поселення такого типу раніше не були відомі не тільки в складі хори античних держав Причорномор'я, але і у всьому Середземномор'ї еллінського часу.

## Поселення Панське I
Садиба Панське I складалася з двоповерхових будівель, де вхід та вікна розташовувалися з боку внутрішнього двору. Стіни будов робилися з сирцевої цегли на кам'яному цоколі. Існував водоколектор (водозбірник). Воду набирали з колодязів, яких на поселенні було декілька.
У будинку розташовувалися господарські складські приміщення для зберігання вина, зерна, олії, прісної води, солоної риби; гончарні майстерні, піч, житлові кімнати. Під час пожежі другий поверх обвалився разом з усією обстановкою, меблями, кухонним начинням.
Елліни, що жили тут, зберігали традиції Давньої Еллади. У складі поселення було присутнє також і негрецьке населення.
Крім господарських та житлових приміщень у поселенні було декілька святилищ, одне з яких було присвячено Гераклові. Інше — Деметрі і Сабазію (східний прототип Діоніса).
Тамтешні мешканці вирощували пшеницю, ячмінь і жито. Хліб та вино — найважливіші сільськогосподарські продукти, вироблені еллінами не тільки в Панському, а й у всьому Тарханкуті.
Садиба загинула на початку III століття до н. е.. в результаті нападу варварів.